# 大杉神社

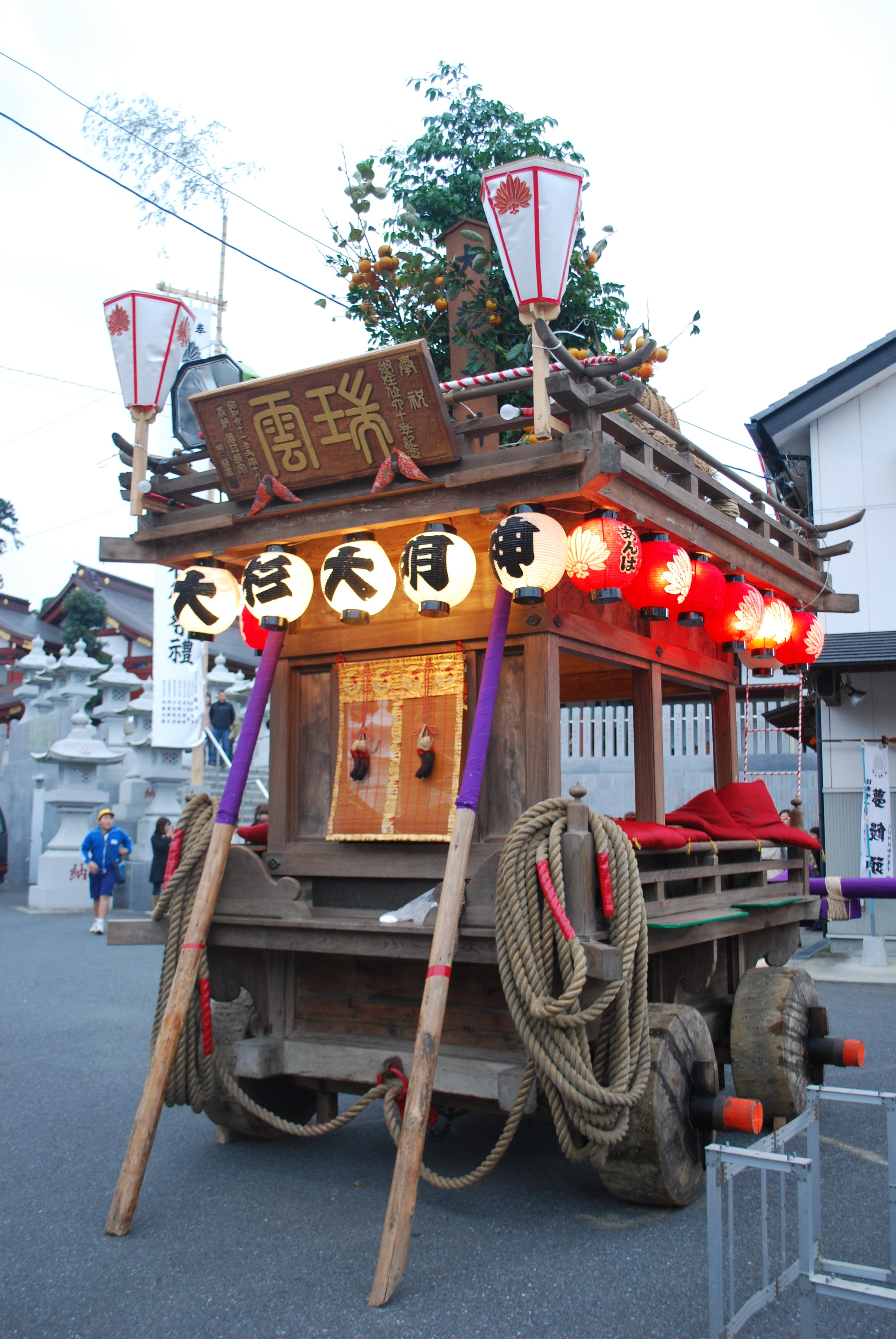
大杉神社御祭礼の阿波の山車

大杉神社（おおすぎじんじゃ）は、茨城県稲敷市阿波（あば）にある神社。豪奢な社殿を擁することから「茨城の日光東照宮」の異名がある。あんばさまの愛称で親しまれている。古名には大杉大明神、大杉大権現、今宮大杉大明神などがある。
旧社格は郷社。現在は神社本庁が定める別表神社。関東や東北地方に分布する約670社を数える大杉神社の総本社である。
「阿波の大杉神社」として茨城百景に選定されている。

## 祭神
主祭神
倭大物主櫛甕玉命（やまとおおものぬしくしみかたまのみこと）
配祀
大己貴命、少彦名命
- 初めに大神神社（大和国城上郡）の倭大物主櫛甕玉命を祀り、仁治2年（1241年）に今宮神社から大己貴命と少彦名命の二柱を勧請合祀した。由来は異なるが、祭神の構成は大神神社と同じである。
- 神木は境内にある大杉で、社名の由来でもある。太郎杉、二郎杉、三郎杉からなる三本杉だったが、太郎杉は安永7年（1778年）に焼失した[3]。
- 眷属神としての「鼻高天狗」と「烏天狗」に対する信仰もある。文治年間（1185-1189年）、源義経の家来常陸坊海尊が大杉大明神の神徳により様々な奇跡を起こした。ここから海存を通じて願をかけると、大杉大明神が叶えてくれるという信仰が生じた。海存の容貌は天狗に似ていたため、その像を通じて天狗信仰が生じ、鼻高天狗と烏天狗が眷属とみなされるようになった。鼻高天狗は「ねがい天狗」、烏天狗は「かない天狗」と役割が決まっている。願い事が叶えられるという神徳から、神社は「日本唯一の夢むすび大明神」と称している[3]。

## 由緒
神社ウェブサイトの「大杉神社の歴史」によれば、「あんば」の地は律令制以前の国造制下において菟上之国（海上国）に属し、「大杉神社は菟上国造を祀るもっとも重要な神社」だったという。
上古、阿波が属する台地は、「信太流海」（霞ヶ浦の西浦）と「榎浦流海」（利根川流域の低地部に広がっていた内海）に突き出た半島で、その北東部に離れて「浮島」があった。阿波は阿波崎と須賀津に囲まれた内湾（霞ヶ浦の甘田入）の奥部に位置していた。この地にある巨杉が、漁民の守護神として信仰されるとともに、内海（香取内海又は常総内海）の航路標識になっていたという。

### 「乗濱」と「安婆之島」
『常陸国風土記』には、阿波の一帯を示すと考えられる地名として、信太郡の条に「乗濱」、行方郡の条に「安婆之嶋」が登場する。
「乗濱」は、信太郡の条にある「能理波麻乃村」の記述に登場する。倭武天皇が海辺を巡幸して乗濱に至った時、濱浦に海苔を乾かすものが多かったので、その村を「能理波麻」と呼ぶようになった。また「乗濱里」の東には四面絶海の「浮島村」があり、そこにいる百姓は製塩を業としていたという。
「安婆之島」は、行方郡の条にある建借間命の国見の記述に登場する。建借間命は「安婆之島」に宿営して、遙か海東の浦に烟を見つけ、天人の烟ならば我が上を覆え、荒賊の烟ならば海中に靡けと誓約をしたところ、海を射して流れたので凶賊（国栖）がいることを知った。建借間命が国栖を謀殺し、痛く殺すと言われたところを「伊多久之郷」、ふつと斬ると言われたところを「布都奈之村」、安く殺すと言われたところを「安伐之里」、吉く殺すと言われたところを「吉前之邑」と言うようになったという。なお、『標注古風土記』によれば、「伊多久」は「潮来」、「布都奈」は「古高」、「安伐」は古高にある「安波台」、「吉崎」は延方村の「江崎」で、いずれも「安婆之島」の対岸にあたる潮来市の地名になった。
阿波は『和名類聚抄』にいう「高田郷」（『新編常陸国誌』）又は「乗濱郷」（『大日本地名辞書』）に属した。『新編常陸国誌』に「上古は是郷の西南は、悉く葦原にて、深泥の地になり、東北は今の如く悉く流海なり、されば実に一島の如くなり、古へ安婆島といへるは、大概高田、乗濱二郷の地と見ゆ（今安場村、阿波崎村等の名あるを以て知るべし）」とあり、高田郷と乗濱郷の二郷が『常陸国風土記』にいう「安婆之島」であり、「乗濱」であったとしている。現在も稲敷市伊佐津から須賀津にかけては半島状もしくは島状の台地である。また行方郡の記述について、「これは安婆島より、内海を越て、板来へ渡りし由なり、今の阿波崎と板来とは、さし向へる地にて、方位よく合ひたれば、ここに安婆島と云へるは、高田、乗濱の地たること論なし」とし、建借間命の国見の地は「阿波崎」としている。『大日本地名辞書』は「古風土記に、安婆の島とあるは、此に対する浮島、もしくは阿波崎にあたらん」、『標注古風土記』は「此謂安場島者、疑浮島之地也。今浮島有安場明神社、祭神大己貴命。安場村亦祭之、里俗謂大杉明神也」とするなど、「浮島」とする見解もある。
ちなみに、『標注古風土記』の注記は、浮島に「安場明神社」があり、安場村に同神を祀る「大杉明神」があるという趣旨である。「安場明神社」については別段の「浮島之帳宮」の記述の注記に「浮島、干信太湖中、今有安場明神社、蓋是也」ともある。『標注古風土記』が「帳宮」に比定する「安場明神社」とは、現在の尾島神社を指すと考えられる。尾島神社は大名持乃命（大己貴命の別名）を主神とし、境内には「帳宮」の跡地を記念する石碑が建っている。安場村の「大杉明神」は、現在の大杉神社を指すと考えられる。

### 創建
創建は、神護景雲元年（767年）と伝えられる。
「大杉神社略縁起」には、僧勝道が下野国日光への道中、疫病の流行っていた当地を訪れ、巨杉を神籬として三輪明神（大神神社）を鎮斎し、人々を数々の奇跡で救済したことから、「悪魔ばらえのあんばさま」と信仰されるようになったとある。茨城県神社庁稲敷支部の由緒には「里人疫病に大いに苦しんでいるを見てあはれみ、大杉の下に大和の国大三輪大神を鎮祭し祈念するや、たちまち里人等全快した」とある。ただし神体については、「神護景雲年中釈勝道人御作の降魔の霊神不動尊なり」（『利根川図志』）、「神護景雲年勝道上人作の降魔の霊神不動尊を神体とす」（『常山総水』）など、巨杉そのものではなく、僧勝道の彫刻した「霊神不動尊」とする資料がある。
延暦15年（796年）、あるいは同年5月（『稲敷郡郷土史』）、延暦寺の快賢阿闍利が、悪路王（高丸）の降伏を大杉神社に祈願した。『利根川図志』に「伝教大師自ら彫刻なし給ふ四魔降伏の不動明王を乞ひ請給ひ此地に来り霊夢によつて大杉大明神と同じく鎮座なし奉り且天竺伝来昆首羯摩の作弥勒菩薩の尊像を安置し奉り即ち宝刹を草創し龍華山安穏寺と号す」とあり、伝教大師（最澄）の作である「四魔降伏の不動明王」を「大杉大明神（霊神不動尊）」と同じく鎮斎し、さらに天竺の昆首羯摩の作である「弥勒菩薩の尊像」を本尊として龍幸山安穏寺を開基したという。この国家安寧祈祷の功により神領を賜り、稲敷支部によれば、その後に安穏寺境内に「大杉大明神」の社殿が造立された。
神社ウェブサイトでは安穏寺の開基を延暦24年（805年）としている。
『新編常陸国誌』には「院内に大杉明神の社あり、この社、後世成る所なれども、遠近の緒人崇敬甚しきゆへに、日を追て社殿を造す、爰を以て、当寺全く其別当の如くなれり」とあり、元は安穏寺があって、境内社として後に大杉明神が鎮祭されたが、崇敬の甚だしさから主従が逆転したと記されている。これは龍華山安穏寺を中心とする国家安寧祈祷の功により神領を賜り、その後に境内に「大杉大明神」が造立されたとする稲敷支部の記述に適う。それ以前から社殿を持たない形で大杉大明神が信仰されていたことは考えられる。

### 中近世
元暦文治年間（1184-1190年）、『利根川図志』に「大杉大明神平氏の横行を悪み常陸坊海存と現はし判官源義経公を助け平家追討の功成つて後此地に帰り我像を自ら彫刻し大杉殿に納め」とあり、常陸坊海尊は大杉大明神の化身もしくは神使（眷属）であったとする伝承がある。文治5年9月27日（1189年）、彩雲に乗じて忽然と姿を消したため、「人々は海存坊が大神さまの御眷属であったことを知るにいたりました」（「大杉明神略縁起」）という。かつては常陸坊海尊が姿を消した9月27日に例祭を行なっていた。
仁治2年（1241年）、常山総水に「京都紫野の今宮神社の分霊を遷祀して今宮大杉大権現と改称す」とあり、京都の今宮神社から大己貴命と少彦名命の二柱を勧請し合祀した。
応仁の乱（1467-1477年）の際に神領を掠奪されたが、慶長年間（1596-1615年）、徳川幕府より安穏寺に領地20石（『新編常陸国誌』）の安堵及び諸役免除の朱印が下付された。また利根川勝地案内に「叡山の天海僧上に命じて、別当職を兼任せしめ、以後安穏寺の社務は、総て東叡山にて扱ふこととなれり」とあり、東叡山寛永寺の支配下に置かれた。
天海の事績について、「大杉神社略縁起」には「天海は、東條の浦に船を浮かべ浦の東に鎮座する大杉大明神を勧請。みごとに雨を降らせるという修法を行い、奇跡を示しました」「当神社を江戸城の鬼門守護社と定めるとともに自らの別当安穏寺の住職となりました」「当神社と天海の縁をもって以後別当安穏寺は日光山輪王寺の直兼帯寺院となりました」とある。また境内案内板では、天海が雨乞いの際に勧請した大杉大神は「龍神」であったともある。
- 天海（随風）は江戸崎城主となった蘆名義広に招かれ、天正2年（1570年）から慶長8年（1603年）にかけて江戸崎不動院の住持をしていた。この間、文禄2年（1594年）、干魃に見舞われていた常陸国の人々の懇願を受けて、雨乞いをしたという逸話が残っている[8]。天海が高田の浦で雨乞いをしようとしたところ、柳の木陰から娘が現れ、祈祷に使うようにと五鈷（五鈷杵）を渡して去った。雨乞いをすると五鈷から稲妻が走り、獅子に乗った文殊菩薩の姿が一瞬現れたので、娘が文殊菩薩の化身であったことを知った。干魃から救われた人々は文殊菩薩に感謝し、天海の徳を讃えたという。この雨乞いの説話は「東叡山開山慈眼大師縁起」にも書かれている[9]。これらの説話には大杉神社は登場しないようである。
- 安穏寺は『新編常陸国誌』では「天台宗、小野逢善寺末、龍華山慈尊院と号す」とあり、本末制度上は稲敷市小野の逢善寺の末寺であった。

享保10年（1725年）、「悪魔払え囃子」が始まり、その流布に伴って疱瘡除けや水上交通の神として、関東一円と東北の太平洋側に信仰が広がった。源流は元和3年（1617年）、田中玄蕃（ヒゲタ醤油の創業者）が紀州から十二座神楽とともに伝えたものという。「あんばさま（阿波様）」は、デジタル大辞泉に項目があり「千葉県から東北地方にかけての太平洋岸の漁村で信仰されている神」と説明されている。
安永7年（1778年）、神木の太郎杉が焼失した。
寛政10年（1798年）、火災により社寺ともに焼失した。
享和2年（1802年）、再び火災が起こった。
文化10年（1813年）、度重なる火災につき「復旧困難の趣御兼帯輪王寺九世の宮女心院一品公延法親王の御耳に達し金千両を賜せらる」（『稲敷郡郷土史』）、「一品親王よりのお手許金壱千両の下賜にて現社殿を造営」（稲敷支部）とあり、再興した。直後の文化12年（1815年）の『総常日記』に「大杉明神をば、常陸坊海存をいはへるなりと云ふとぞ、宮居は今めかしあれど、いととにぎはし。（鹿島にも大杉社あり）」（『大日本地名辞書』）と記されている。遷座は文化13年（1816年）に行われた。

### 明治以降
明治維新後、神仏分離により安穏寺を廃して社務所とした。
明治4年11月14日（1871年）、第一次府県統合により新治県が成立し、新治県中教院が大杉神社に置かれた（「大杉神社略縁起」）。
明治6年10月、村社に列格した。ちなみに昭和16年（1942年）に出版された「茨城県神社写真帳」の時点では村社だが、国文学研究資料館所蔵の神社明細帳データベースでは郷社に昇格している。
明治8年（1875年）5月7日、第二次府県統合により茨城県が成立した。
明治11年（1878年）、安穏寺が再興した。
明治40年（1907年）4月、阿波村の無格社五十瀬神社（大日孁貴命）を合併した。
昭和53年（1978年）1月31日、「あんば囃子」が記録作成等の措置を講ずべき無形民俗文化財となった。
昭和57年（1982年）、神社庁の別表神社となった。
平成8年（1996年）から平成の大造営として造立営繕事業を開始した。
平成18年（2006年）、社殿（大杉殿）の復元工事が竣工した。

## 境内社
各祭神は境内説明板による。
- 境内西北の境内社。

大国神社 祭神 - 大国主命・事代主命
五十瀬神社 祭神 - 天照大御神
白山神社 祭神 - 菊理媛命
四柱神社 祭神 - 天之御中主神・高御産巣日神・神産巣日神・天照大御神・神直日神・大直日神
天満宮 祭神 - 菅原道真公
- 境内南東の境内社。

稲荷神社（正一位立身出世最勝稲荷大明神） 祭神 - 保食命
勝馬神社 祭神- 不詳
相生神社
- 茨城県神社写真帳では稲荷神社（保食命）、白山神社（菊理媛命）、大国神社（大名持命、少彦名命）の3社となっている。
- 茨城県神社庁稲敷支部では稲荷神社、白山神社、大国神社、五十瀬神社の4社となっている。

### 勝馬神社
境内南東に「勝馬神社」がある。祭神は不詳である。
古名を「馬櫪社」といい、独自の古い由緒を持つ。「馬櫪（ばれき）」は馬屋の根太（床板を受ける横木）の意で、転じて飼い葉桶、または馬屋そのものを指す。「馬櫪神」は馬の守護神で「うまやの神（厩神）」ともいい、各地の民俗信仰となっている。
平安時代、美浦村信太に常陸国諸国牧（兵部省管轄の牧場）の信太馬牧（『延喜式』に記載がある）があり、そこで馬体守護のため貞観4年（862年）に創祀された。平安時代末期に馬牧が廃絶すると、稲敷市幸田を経て、鎌倉時代に大杉神社境内に遷座した。かつては安穏寺裏（奥山）に競馬場があり、昭和初期まで奉納競馬が行われていたが、その馬場を見渡す地に石祠として祀られていたという。農耕馬の消滅とともに忘れ去られたが、平成14年（2002年）に現地に社殿が造立され、遷座した。
現在は、往古の信太馬牧の地にある日本中央競馬会(JRA)美浦トレーニングセンターの関係者が、本社と並んで一年の祈願に訪れる。競馬ファンにも知られている。ちなみに現在、大杉神社祭礼に選ばれる神馬は、農家に馬がいなくなったため美浦トレーニングセンターから借りている。社前には多数の蹄鉄が奉納されており、「勝ち馬守り」「馬蹄絵馬」「たてがみ御守」といった珍しい御守もある。

## 各地の大杉神社

### 東北地方
- 大杉神社 (気仙沼市)（宮城県気仙沼市町裏）[18]

### 関東地方
茨城県内で神社庁包括社として現存する分社は7社である。
- 大杉神社 (常陸大宮市)（茨城県常陸大宮市上大賀）[19]
- 大杉神社 (茨城町)（茨城県東茨城郡茨城町下石崎）
- 大杉神社 (土浦市)（茨城県土浦市上高津）	祭神 – 大国主命。旧無格社。江戸時代の創祀。
- 大杉神社 (つくば市)（茨城県つくば市西平塚）	祭神 – 大物主命。旧村社。由緒不詳。
- 大杉神社 (龍ケ崎市)（茨城県龍ケ崎市川原代町）	祭神 – 大物主命。旧無格社。明治15年の創祀。
- 大杉神社 (結城市)（茨城県結城市結城）
- 大杉神社 (境町)（茨城県猿島郡境町若林）
- 大杉神社（埼玉県ふじみ野市中福岡、福岡新田）
- 大杉神社 (栃木市)（栃木県栃木市藤岡町部屋）

### 中部地方
- 大杉神社 (清須市)（愛知県清須市）

### 近畿地方
- 大杉神社（三重県いなべ市藤原町下相場）[20]
- 大杉神社（北原竜宮）（滋賀県彦根市武奈町）[21]
- 大杉神社 (舞鶴市)（京都府舞鶴市杉山）[22]
- 大杉神社 (新温泉町)（兵庫県美方郡新温泉町久斗山）[23]

## 関連寺社
- 安穏寺
- 熊野神社 (稲敷市阿波)
- 神宮寺天台宗補陀落山神宮寺